# Faria Neves Sobrinho
Joaquim José de Faria Neves Sobrinho (Recife, 2 de abril de 1872 — Rio de Janeiro, 4 ou 24 de janeiro de 1927) foi um professor, político e escritor brasileiro.

## Biografia
Integrou a turma de bacharéis de 1891 da Faculdade de Direito do Recife, o que lhe permitiu ser promotor público em Barreiros, cargo que posteriormente abandonou para dedicar-se ao magistério, como professor de latim do Ginásio Pernambucano.
Logo, iniciou uma carreira política, tendo sido deputado federal e senador. Face a instabilidades políticas e perseguições, exilou-se na cidade do Rio de Janeiro. Cultivou a poesia, o conto e o romance. Foi um dos fundadores da Academia Pernambucana de Letras e imortal da Academia Brasileira. Seu único romance é o naturalista Morbus (1898), que só encontrou até os dias de hoje duas edições e foi bastante elogiado à época, embora permaneça pouco estudado e analisado, embora tenha conseguido projeção nacional. Publicado pela importante editora do Rio de Janeiro, Laemmert. É sempre citado nos compêndios que tratam desse período literário. Lúcia Miguel-Pereira, em sua fundamental História da Literatura Brasileira - De 1870 a 1920 , chega a afirmar que, "livro bem escrito e bem urdido" mereceria maior destaque da crítica. A segunda edição, aliás, não é mera reprodução da primeira, mas edição corrigida a partir de um exemplar depositado na biblioteca da Academia Pernambucana de Letras , anotado pelo autor e dada como definitiva, graças ao professor e pesquisador Lucilo Varejão Filho.
Ficou conhecido como o terrível Lulu Sena da poesia satírica pernambucana do princípio do século XX.

## Imortal
Pertenceu às seguintes academias de letras:
- Academia Brasileira de Letras
- Academia Pernambucana de Letras[nota 3]

## Obras
Poemas
- Quimeras (1890)[6]
- Estrofes (1911)
- Pôr do sol (1920)
- Sol posto (1923)
- Crepúsculo (1924)
- Poesias (1925)
- Noite (1935 - publicação póstuma)
- Noite (1949 - publicação póstuma)

Contos
- O hydrophobo, Collecção Esmeralda Illustrada, Recife, Hugo & C.ª Editores (1896)
- Prosa Velha

Romance
- Morbus (1898)[3][4][7][8]

Obra didática
- Gramática latina